# Franc Wrenk
Franc Wrenk (tudi Vrenk), slovenski bakrorezec, * 4. september 1766, Strahinj, † 1. februar 1830, Dunaj.

## Življnje in delo
Bakroreštva se je najprej učil pri Ivanu Mihaelu Kauperzu in njegovem sinu Ivanu Vidu. Zelo solidno izobrazbo je dobil še pri drugih mojstrih (Van Schupen in Van der Bruggen) ter jo s študijem na dunajski akademiji (1784–1791) še izpopolnil. Opredelil se je za angleško črno tehniko in v njej dosegel največje uspehe. Leta 1794 je bil na razstavi bakrorezov nagrajen z zlato medaljo. Po zmagi na natečaju za učiteljsko mesto risarskega mojstra na dunajski inženirski akademiji je tu poučeval od 1795 do smrti. 
Wrenk sodi med največje bakrorezce svojega časa in je v črni tehniki prekosil celo angleške vzornike. Bakroreze je rezal po delih vidnih slikarjev, najboljši so: sv. Magdalena (Gentileschi), Pieta (van Dyck), Filozof (Rubens), Pokrajina (J. Vernet), Mladi Tobija ter Hagar in Izmail (Rembrandt), Amor in Psihe (H. Maurer), Smrt Porcije (Franc Kavčič), več portretov po Függerju in J. Grassiju.